# Zádorlak

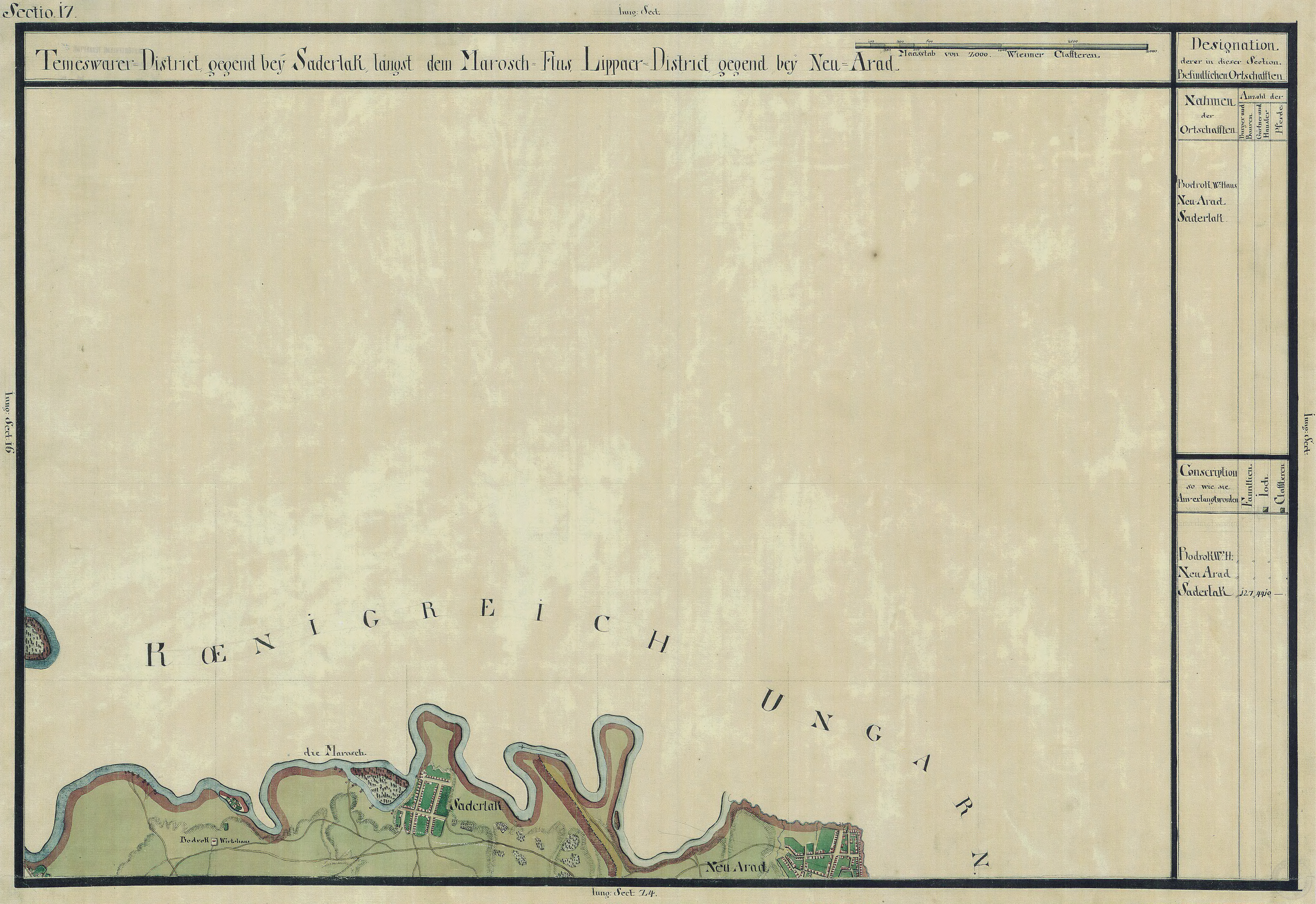
Zádorlak egy 1700-as évekből való térképen

Zádorlak (románul Zădăreni) település Romániában, a Partiumban, Arad megyében.

## Fekvése
A Maros partján, Újarad nyugati szomszédjában fekvő település.

## Története
A falu területén a Hallstatti kultúrához tartozó település, illetve 2–3. századi római település maradványait tárták fel.
Zádorlak nevét az 1332–1337. évi pápai tizedjegyzékben említette először Zadarlaka és Zadurlaka neveken, mely azt bizonyítja, hogy Zádorlaknak ekkor már plébániája is volt. 1482, 1484-ben Zadorlaka, 1480-ban Castellum Zadorlaka, 1808-ban Szaderlak néven írták.
A 15. század végén Mezőgyáni Mihály birtoka volt, aki a birtokot 1470-ben Dóczi Imrének adta el, aki ettől kezdve a Zádorlaki előnevet használta, és egy kastélyt is elkezdett itt építtetni, azt azonban 1493-ban bekövetkezett halála után özvegye: Margit asszony fejezte be. Kinizsi Pál temesi gróf - hogy az építés elé akadályok ne gördüljenek - 1494-ben elrendelte, hogy a nemesek, a várkastély építésének befejeztéig, ne merjék befogadni a jószágaikra átköltözködni akaró jobbágyokat.
1500-ban a zádorlaki uradalmat Dóczi Imre fia Ferencz vette át, de nem sokáig bírta, mert a Dienesi család tagjai pert indítottak ellene a zádorlaki uradalom birtokáért, melynek eredményeképpen az országbíró 1506-ban elrendelte, hogy adja át azt a Dienesi családnak. Dóczi Ferencz azonban 1507-ben halasztást nyert a királytól az uradalom átadására nézve, minek következtében a Dienesi család 1514-ben fellázította népeiket, és valószínűleg ezért az aradi káptalan be sem iktatta a zádorlaki uradalomba, és az tovább is a Dócziaké maradt. E lázadás alatt a pórok Dóczi Ferencz fiai, Miklós és Gábor örökölték. 1549. június 28-án I. Ferdinánd király Dóczi Miklósnak megengedte, hogy továbbra is az akkoriban Izabella királyné uralma alá tartozó területen lévő zádorlaki kastélyában lakhasson. 1563-ban I. Ferdinánd királytól Dóczi Miklós és Gábor új adományt nyertek Zádorlakára . A várkastélya 1551-ben még állt, de a település 1701-ben már a csanádi püspökséghez tartozó faluként szerepelt.
Az 1723–1725. évi gróf Mercy-féle térképen Saderlak formában írták. 1720–1730 között gróf Mercy német földműveseket telepített ide, majd 1764-ben újból több német család is letelepedett itt. 1781-ben a délmagyarországi kincstári birtokok elárverezésekor, Damianovics Vazul vette meg a kincstártól és tőle Eötvenesi Lovász Zsigmond birtokába került. Ez időtől Újarad sorsában osztozott.
1910-ben 2127 lakosából 1860 német, 176 román, 82 magyar volt. Ebből 1919 római katolikus, 190 görögkeleti ortodox volt.
A trianoni békeszerződés előtt Temes vármegye Újaradi járásához tartozott.

### Illinci
A községhez tartozó Zelenski-puszta délkeleti részét Illinczinek nevezik. Itt feküdt a középkorban Illinczi falu is, amely 1477-ben Bánffy Miklós és Jakab birtoka volt.

### Bécs
Zádorlaktól keletre, a Maros mellett feküdt a középkorban Bécs falu, mely 1421-ben a csanádi káptalané volt.

### Csenkörvénye
Itt állt még az Árpád-korban Csenkörvénye, Csenkeverme falu is, mely a Csanád nemzetség ősi birtoka volt, és már a nemzetség 1256. évi oklevelében is előfordult. 1323-ban Csanád püspök nyerte új adományul.

### Tófája
Zádorlaktól délre feküdt Tófája (Thofay) falu is, amely 1421–1426-ig a Kolosváriaké, majd a Csályaiaké volt. 1519–1525-ig Keserű Mihály és Dóczi Ferencz voltak a földesurai.

## Nevezetességek
- Római-katolikus temploma - 1871-ben épült.